# Tamsalu (gemeente)
Tamsalu (Estisch: Tamsalu vald) was een landgemeente in de Estlandse provincie Lääne-Virumaa. De gemeente telde 3726 inwoners op 1 januari 2017 en had een oppervlakte van 215,6 km². De hoofdplaats was Tamsalu, dat tot 2005 een afzonderlijke stadsgemeente vormde.
Naast de stad Tamsalu bestond de gemeente uit dertig dorpen en één wat grotere nederzetting met de status van alevik (vlek): Sääse. De enige dorpen met meer dan 150 inwoners waren Vajangu en Porkuni.
In oktober 2017 ging de gemeente op in de gemeente Tapa.

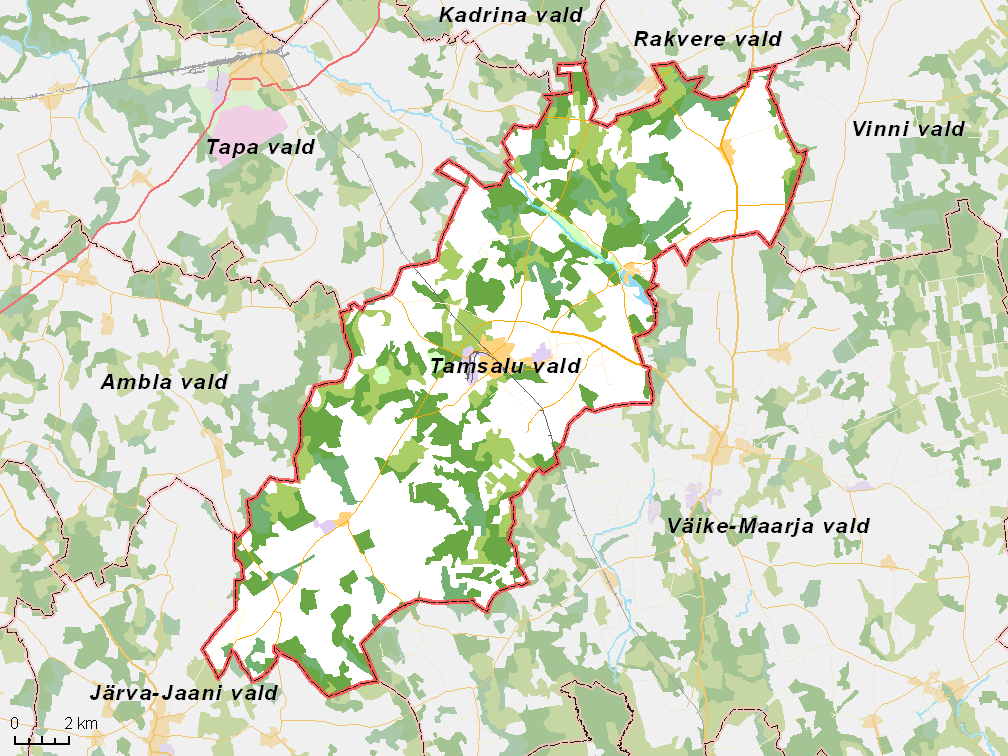
De gemeente met omliggende gemeenten, situatie anno 2017